# Золотий хрест «За військові заслуги»

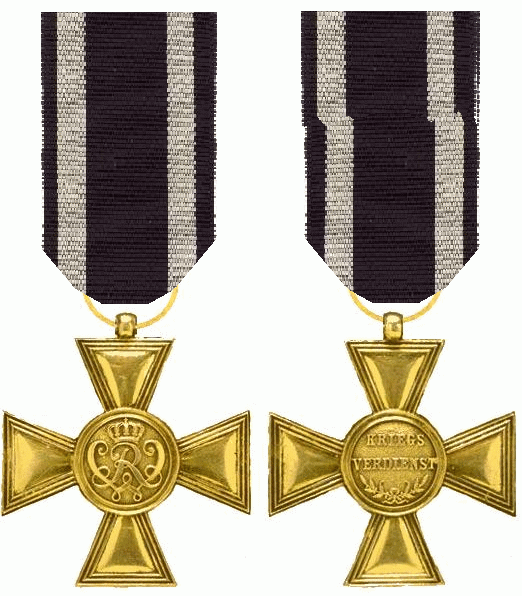
Золотий хрест «За військові заслуги»

Золотий хрест «За військові заслуги» (нім. Goldenes Militär-Verdienst-Kreuz) — військова нагорода Пруссії, був заснований 27 лютого 1864 року королем Вільгельмом I. У роки Першої світової війни, це була вища нагорода для солдатів і унтер-офіцерів, так званий «Pour le Mérite для унтер-офіцерів».

## Історія нагороди
Офіційно хрест був заснований 27 лютого 1864 року королем Пруссії Вільгельмом I.
14 червня 1793 року прусським королем Фрідріхом Вільгельмом II для нагородження унтер-офіцерів і солдатів, було засновано 2 медалі «За військові заслуги» (Militär-Verdienstmedaille): в золоті та сріблі. У 1814 році золота медаль була замінена на срібний хрест, і золотий армійський почесний знак.
27 лютого 1864 року ці нагороди були відновлені Вільгельмом I в нових рамках:
- Золотий хрест «За вйськові заслуги».
- Військовий почесний знак 1-го класу (Срібний хрест).
- Військовий почесний знак 2-го класу (Срібна медаль).

Золотий військовий хрест по статусу і критеріям нагородження відповідав ордену Pour le Merite, але, оскільки орденом нагороджували виключно офіцерів і генералів, був введений в нагородну систему Пруссії, щоб відзначити найбільш гідних солдатів і унтер-офіцерів.
Після революції в Німеччині в 1918-1919 роках, з закінченням прусської монархії закінчилася і славна історія військових нагород. Але носіння їх дозволялася і надалі за часів Третього Рейху і в ФРН.
24 квітня 1990 року помер останній нагороджений Карл Гайнцманн.

## Статут нагороди

### Підстави для нагородження
Нагороди видавалася за відвагу та сміливість унтер-офіцерам і солдатам.
Військовим почесним знаком 1-го і 2-го класу, зазвичай нагороджували в ті військові кампанії, в яких не передбачалося відновлення Залізного хреста.

### Порядок носіння
Прусський золотий військовий хрест «За заслуги» носився на грудях, на чорній стрічці з білими смугами по краях.

### Місце в ієрархії нагород
Це була вища прусська відзнака для солдатів і унтер-офіцерів.

### Пільги
Кавалери хреста мали право на першочергове обслуговування в державних установах, а також отримували додаткову дотацію в 3 талера, трохи пізніше посібник збільшили до 9 рейхсмарок, з 1939 року — до 20 рейхсмарок, а у Федеративній республіці Німеччині — до 25 (в 1986 році — 50) німецьких марок. У разі смерті власника хреста, на його похоронах проходив жалобний парад.
27 серпня 1939 року, з нагоди 25-ї річниці Танненберзької битви, всі кавалери отримали звання лейтенанта ландверу запасу, якщо до того часу не отримали вищі звання.

## Опис нагороди
Знак виконаний у формі чотирьох променевого хреста Патті (pattee). З лицьового боку, по центру хреста, розташовувалася корона і вензель засновника, короля Вільгельма - WR (Wilhelm Rex). На зворотному боці ордена був напис «За військові заслуги» (Kriegs Verdienst). У нижній частині хреста - дві лаврові гілки. До верхнього променю хреста припаяні вухо в яке вбудовано кільце для стрічки. . Спочатку хрест виготовлявся з чистого золота, пізніше його стали робити з інших металів з позолотою. За матеріалом виготовлення виділяють три різновиди хреста «За заслуги».
Спочатку золотий хрест виготовлявся із золота, але потім з метою економії, став виготовлятися з позолоченого срібла і бронзи. В даний час існує досить багато підробок цього хреста.
- «Золотий хрест» виготовлявся із золота з 1864 року по 1906 рік.
- Позолочене срібло з 1906 року і до 1918 року.
- Позолочена бронза в 1918 році.

Почесний знак 1-го класу зовні точна копія золотого хреста «За військові заслуги», але виготовлявся зі срібла. З 1864 року по 1916 рік виготовлявся зі срібла. Розмір 38 мм, вага 14 грам. В останні роки Першої світової війни після 1916 року проводився з цинку.
Срібна медаль кругла, діаметр був різний, в залежності від року випуску. Аверс — коронований вензель короля Вільгельма. Реверс — лавровий вінок всередині якого напис Kriegs Verdienst. Медаль має кілька варіантів виготовлення відмінних за матеріалом виготовлення, розміром і деталями зображення на медалі.
- Варіант 1864 в сріблі - розмір 39 мм, вага 22,7 грам.
- Варіант 1864 в цинку - розмір 40,5 мм, вага 23 грами.
- Варіант 1873 в сріблі - розмір 25 мм, вага 8 грам.

Медалі, виготовлені в роки Першої світової війни в 1916-1918 роках, з цинку — розмір 25 мм.
Хрести і медаль носили на стрічці ордена Pour le Merite чорного кольору з білими смужками. У разі нагородження некомбатантів, стрічка «дзеркальна» — біла з чорними смугами по краях.
У роки Першої світової війни штамп, яким виготовляли хрести, зламався, і при виготовленні знаки отримували невеликий шлюб, добре видимий на букві Т в написі на реверсі знака.
Хоча хрест та військовий почесний знак 1-го класу — різні нагороди, але зовнішній вигляд у них практично однаковий і відрізнити їх на чорно-білій фотографії практично не можливо. Та й золотий військовий хрест виготовлений зі срібла в роки Першої світової війни, часто від часу втрачав позолоту і  не відрізнявся від почесного військового знака 1-го класу.

## Статистика нагороджень

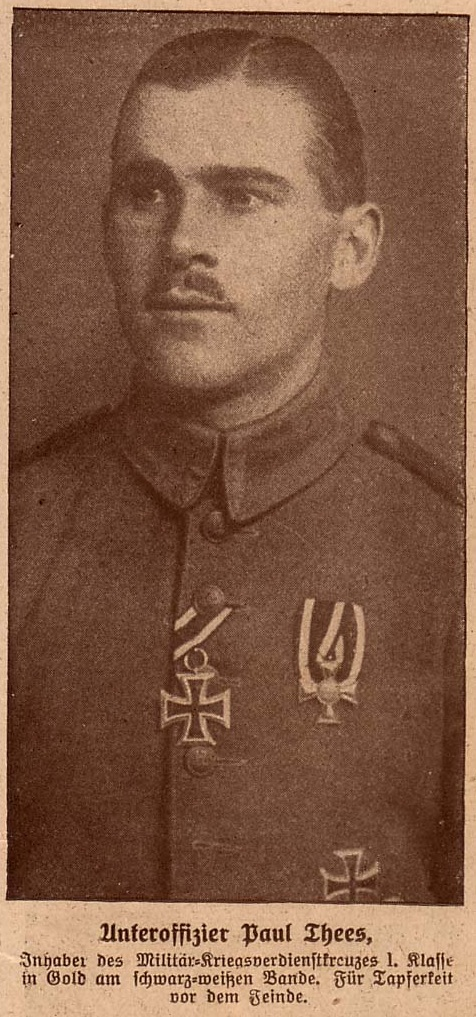
Кавалер золотого хреста «За військові заслуги» Пауль Теес, унтер-офіцер 1-го позенського польового артилерійського полку №20 (15 травня 1918).

Вперше хрестом нагородили в 1866 році 16 осіб, які виявили відвагу і мужність під час австро-пруссько-італійської війни.
За часів Франко-Прусської війни 1870-1871 років хрестом не нагороджували. У 1870 році був відновлений Залізний хрест і солдати за здійснені подвиги отримували його.
Наступне нагородження цією нагородою було затверджено в 1879 році. Золотим хрестом нагородили 17 російських солдатів за хоробрість в російсько-турецькій війні 1877-1878 років.
Ще 5 нагород було отримано в період з 1879 року по 1914 рік: 4 нагородження за заслуги в конфліктах в колоніях і 4 хрест за придушення Боксерського повстання. Ще 4 хреста були роздані російським союзникам по придушенню повстання.
Перше нагородження  хрестом «За заслуги» в роки Першої світової війни відбулося в жовтні 1916 року, потім в 1917 році нагородили 54 осіб. Основна маса героїв нагороджених цією нагородою отримали його в 1918 році. За час Першої Світової Війни хрест вручали 1760 раз. Всього їм було нагороджено 1 812 осіб. Невелика кількість нагороджених золотою військовим хрестом «За заслуги», підкреслює його високий статус.
У роки Першої світової війни німецькі льотчики-аси, які не мали офіцерських звань, нагороджувалися цим хрестом. Але, як і в умовах нагородження, орденом Pour le Merite, спочатку необхідно було отримати Залізний хрест 1 і 2 класу.
Морякам хрест вручавли надзвичайно рідко. Одним з небагатьох, хто його отримав, був підводник Йоганнес Гевальд, нагороджений 15 лютого 1918 року.
Почесним знаком 1-го і 2-го класу зазвичай нагороджували під час воєн і військових експедицій, в яких Залізний хрест не відновлювався в рядах нагород. Це такі війни і кампанії як:
- Друга війна за Гольштейн.
- Друга війна за Шлезвіг 1864 года.
- Австро-прусська війна 1866 року.
- Колоніальні війни.
- Придушення Боксерської повстання.

Військовий почесний знак 1-го класу (срібний хрест) також дуже рідкісна і почесна нагорода. Про це свідчать кількість нагороджених, лише 917 осіб отримали його.
Військовою медаллю огли бути нагороджені й іноземні військовослужбовці. Наприклад 52 нагороди були вручені російським солдатам і матросам за службу в Китаї в 1902 році, (придушення Боксерської повстання). З них 4 отримали золотий військовий хрест «За заслуги».
Почесним знаком і медаллю могли нагороджуватися і не військовослужбовці за подвиги під час бойових дій. Найчастіше це медичні працівники та інші некомбатанти. Для нагородження їх передбачалися нагороди з іншим (дзеркальними) кольорами стрічки.

## Відомі нагороджені
- Герхард Фізелер